# En fasansfull natt (film, 1939)
För andra betydelser, se The Cat and the Canary.
En fasansfull natt (engelska: The Cat and the Canary) är en amerikansk skräckfilmskomedi från 1939 i regi av Elliott Nugent. Filmen är baserad på John Willards pjäs The Cat and the Canary från 1922. I huvudrollerna ses Bob Hope och Paulette Goddard. Filmen är en nyinspelning av stumfilmsversionen från 1927. Filmen hade Sverigepremiär den 27 november 1939.

## Rollista i urval
- Bob Hope – Wally Campbell
- Paulette Goddard – Joyce Norman
- John Beal – Fred Blythe
- Douglass Montgomery – Charles Wilder
- Gale Sondergaard – Miss Lu
- Elizabeth Patterson – tant Susan Tilbury (Patterson repriserade sin roll från filmatiseringen gjord 1930, Fasornas natt)
- Nydia Westman – Cicily Young
- George Zucco – Mr. Crosby
- John Wray – Hendricks, vakt
- George Regas – indiansk guide
- Milton Kibbee – fotograf
- Charles Lane – reporter